# Глинский, Леонтий Андреевич
Леонтий Андреевич Глинский (бел. Лявонцій Андрэевіч Глінскі, род. 1860, Чериков, Могилёвская губерния — 1 октября 1937, Орша) — белорусский православный священник, новомученик. Настоятель церкви Всех Святых в местечке Пиревичи (ныне Жлобинский район) в начале XX века. Жертва сталинских репрессий.

## Биография
Родился в 1860 году в семье служащего, позднее ставшего священником. Окончил Могилёвскую духовную семинарию, был рукоположен в священный сан.
С 1903 года служил настоятелем храма Всех Святых в агрогородке Пиревичи (ныне Жлобинский район, Гомельская область). Позднее служил в Свято-Троицкой церкви деревни Новые Юрковичи (ныне Климовский район, Брянская область, Россия), а с 1911 года — в Петропавловской церкви деревни Павловичи (ныне Круглянский район, Могилёвская область).
С 1923 года — настоятель Петропавловской церкви в деревне Воронцевичи (ныне Толочинский район, Витебская область). Был женат дважды. От первого брака имел двух дочерей, которые вместе с мужьями (поляками) были сосланы на Урал в 1920-х годах.

## Арест и расстрел
Арестован 6 августа 1937 года в деревне Старое Ртищево (ныне станция Птицево Толочинского района) и заключён в Оршанскую тюрьму. По некоторым сведениям, был задержан во время богослужения и избит сотрудниками НКВД.
15 сентября 1937 года осуждён Особой тройкой НКВД БССР по статье 72 УК БССР за «антисоветскую агитацию». Приговорён к высшей мере наказания — расстрелу с конфискацией имущества.
Расстрелян 1 октября 1937 года на Кабеляцкой горе под Оршей. Похоронен в Орше.

## Реабилитация
19 апреля 1989 года официально реабилитирован Прокуратурой Витебской области. Личное дело хранится в архиве КГБ Витебской области.